# Antje Krüger
Antje Krüger (* 17. November 1963 in Ludwigsburg) ist eine deutsche Juristin. Sie ist seit dem 4. Mai 2016 Richterin am Bundesgerichtshof.

## Leben und Wirken
Krüger trat nach Abschluss ihrer juristischen Ausbildung 1995 in den Justizdienst des Landes Baden-Württemberg ein und war zunächst bei dem Landgericht Baden-Baden sowie den Amtsgerichten Sinsheim, Schwetzingen und Wiesloch tätig. 1998 wurde sie zur Richterin am Amtsgericht in Schwetzingen ernannt. 1999 bis 2002 war sie an das Justizministerium Baden-Württemberg abgeordnet. Anschließend erfolgte bis 2005 eine Abordnung als wissenschaftliche Mitarbeiterin an den Bundesgerichtshof. Weitere Abordnungen folgten, bis 2006 an das Oberlandesgericht Karlsruhe und bis 2007 an das Amtsgericht Karlsruhe. 2007 wechselte sie zum Landgericht Karlsruhe und wurde zur Vorsitzenden Richterin am Landgericht ernannt. 2009 erfolgte ihre Ernennung zur Richterin am Oberlandesgericht in Karlsruhe. Krüger ist promoviert.
Das Präsidium des Bundesgerichtshofs wies Krüger dem vornehmlich für das Familienrecht sowie das gewerbliche Mietrecht zuständigen XII. Zivilsenat zu. Seit dem 1. August 2021 ist sie zusätzlich Mitglied des als Hilfssenat eingerichteten VIa-Zivilsenats.